# Rebecca Jones
Rebecca Anne Jones Fuentes Berain (Ciudad de México, 21 de mayo de 1957-Ciudad de México, 22 de marzo de 2023), conocida como Rebecca Jones, fue una actriz y productora de televisión mexicana.

## Biografía y carrera
Rebecca Anne Jones Fuentes Berain nació el 21 de mayo de 1957 en Ciudad de México, siendo la cuarta de los seis hijos del matrimonio conformado por Gordon Jones, de origen estadounidense, y Leonor Fuentes Berain, de origen mexicano. Su infancia transcurrió en México. Años después, se trasladó a Estados Unidos para realizar sus estudios superiores, donde cursó la preparatoria en California en el Laguna Beach High School y posteriormente la universidad, en el Orange Coast College, donde terminó una carrera especializada en arte dramático. Tras concluir su educación, regreso a México, donde logró construir una carrera sólida como actriz.
En 1986, contrajo matrimonio con el actor Alejandro Camacho. Tres años después, procrearon a Maximiliano Camacho Jones, su único hijo juntos. Luego de permanecer 25 años casados, se divorciaron en 2011.
Entre sus trabajos más destacados se encuentra su participación en las telenovelas El ángel caído (1985-86), Cuna de lobos (1986-87), La sonrisa del diablo (1992), Imperio de cristal (1994-95), Para volver a amar (2010-11) y Las Malcriadas (2017-18). Su último trabajo lo realizó participando en la telenovela Cabo (2022-23), rodaje que no pudo concluir debido a que tuvo que abandonarlo y retirarse de la actuación, luego de que se le suscitaran algunos problemas de salud.

## Enfermedad y muerte
El 22 de marzo de 2023, Jones falleció a los 65 años de edad en Ciudad de México, a causa de cáncer de ovario, padecimiento con el que había estado lidiando desde finales de 2022. Su cuerpo fue cremado y sus cenizas fueron entregadas a su hijo.

## Filmografía

### Televisión
Como actriz
- El amor nunca muere (1982) - Mary Ann
- El maleficio (1983) - Ruth Reyna
- La traición (1984) - Georgina
- Operation O.P.E.N (1984) - Virginia
- El ángel caído (1985) - María de los Ángeles Bustamante
- Angélica (1985) - Silvia
- Cuna de lobos (1986-1987) - Vilma de la Fuente
- Dos vidas (1988) - Teresa
- La sonrisa del diablo (1992) - Deborah San Román
- Imperio de cristal (1994-1995) - Sofía Vidal
- Buenas noches (1999)
- La vida en el espejo (1999-2000) - Isabel Franco
- Lo que callamos las mujeres (2001) - Adriana
- Vivir así (2002)[14]
- El país de las mujeres (2002) - Bernarda Romero
- El alma herida (2003-2004) Catalina Morales de Granados
- Passions (2004) - Lola
- Como ama una mujer (2007) - Bárbara
- Tengo todo excepto a ti (2008) - Rebeca «Becky» Blaquier
- Los años dorados (2009) - Rita
- Para volver a amar (2010-2011) - Antonia Palacios de González
- Pasión prohibida (2013) - Flavia Fischer vda. de Santillana[15]
- Sr. Ávila (2014) - Dra. Mola
- Señora Acero (2014-2015) - Enriqueta Sabido[16][17]
- Que te perdone Dios (2015) - Renata Flores del Ángel[18][19][20]
- La Doña (2016-2017) - Yesenia Sandoval[21][22]
- Las Malcriadas (2017-2018) - Catalina Basurto vda. de Lafayette[23]
- Doña Flor y sus dos maridos (2019) - Margarita Canul vda. de Méndez
- La Casa de las Flores (2020) - Victoria Aguirre (joven)[24]
- Te acuerdas de mí (2021) - Antonia Solís[25]
- ¿Quién mató a Sara? (2022) - Frida de Gómez[26]
- Cabo (2022) - Lucía Alarcón[27]

Como productora ejecutiva
- Guerrero negro (1994)
- ¡Aquí espantan! (1995)
- El tesoro de Clotilde (1996)
- Huracán (1997-1998) con Alejandro Camacho

### Cine
- Gringo mojado (1984) - Lupita Blanco
- Polvo de luz (1986)
- Vacaciones separadas (1986)
- Días de combate (1994) - Muchacha cola de caballo
- Amorosos fantasmas (1994) - Muchacha cola de caballo
- Guerrero negro (1994)
- El misterio del Trinidad (2003) - Isabel Aguirre
- Alta infidelidad (2006) - Roxana
- Voy a explotar (2008) - Eva
- La cama (2012) - Emilia
- Tercera llamada (2013) - Amanda[28]
- Suite Deseo (2013)

### Teatro
- El coleccionista (1983)
- La visita de la bestia (1984)
- Casémonos juntos (1985)
- Luv, víctimas de amor (1986)
- Tengamos el sexo en paz (1987)
- Drácula (1997)
- Cómo aprendí a manejar (1999)
- Rosa de dos aromas (2000)
- Defensa de dama (2002)
- Retrato de la artista desempleada (2003)
- Pareja abierta (2008)
- Entre mujeres (2009)
- Filomena Marturano (2011)
- El curioso incidente del perro a medianoche (2014)
- Burundanga (2015)
- Por verte, una vez más (2016)[29]

## Premios y nominaciones

### Premios TVyNovelas
| Año  | Categoría                | Trabajo               | Resultado |
| ---- | ------------------------ | --------------------- | --------- |
| 2011 | Mejor actriz protagónica | Para volver a amar    | Nominada  |
| 1995 | Mejor actriz protagónica | Imperio de cristal    | Ganadora  |
| 1993 | Mejor villana            | La sonrisa del Diablo | Nominada  |
| 1986 | Mejor villana            | El ángel caído        | Ganadora  |

### Galardón a los Grandes 2011
| Categoría   | Trabajo       | Resultado |
| ----------- | ------------- | --------- |
| Trayectoria | Rebecca Jones | Ganadora  |

### Premios Tu Mundo
| Año  | Categoría         | Trabajo          | Resultado         |
| ---- | ----------------- | ---------------- | ----------------- |
| 2015 | Primera actriz    | Señora Acero     | Nominada.[31]     |
| 2015 | La mala más buena | Señora Acero     | Nominada[31]      |
| 2013 | Primera actriz    | Pasión prohibida | Nominada.[32][33] |
| 2013 | La mala más buena | Pasión prohibida | Nominada.[34]     |

### Premios People en Español
| Año  | Categoría        | Trabajo            | Resultado        |
| ---- | ---------------- | ------------------ | ---------------- |
| 2014 | La mala más mala | Señora Acero       | Nominada[35][36] |
| 2011 | Mejor actriz     | Para volver a amar | Nominada[37][38] |

### Premios Miami Life Awards
| Año  | Categoría            | Trabajo          | Resultado |
| ---- | -------------------- | ---------------- | --------- |
| 2014 | Mejor primera actriz | Pasión prohibida | Nominada  |

### Premio Ariel
| Año  | Categoría                  | Trabajo         | Resultado |
| ---- | -------------------------- | --------------- | --------- |
| 2014 | Mejor coactuación femenina | Tercera llamada | Nominada  |

### Premios El Heraldo de México
| Año  | Categoría    | Trabajo            | Resultado |
| ---- | ------------ | ------------------ | --------- |
| 1995 | Mejor actriz | Imperio de cristal | Ganadora  |